# Бухало Дмитро Валерійович
Дмитро Валерійович Бухало (позивний «Сенсей») — український військовослужбовець, полковник Національної гвардії України, учасник російсько-української війни. Лицар ордена Богдана Хмельницького II та III ступенів.

## Життєпис
Родом з міста Чугуїв Харківської області. Закінчив військову академію . Одружений, має сина.
Служив командиром мотопіхотного батальйону 93-ї окремої механізованої бригади «Холодний Яр», заступником командира 60-ї окремої механізованої бригади. Учасник Харківського контрнаступу та боїв за Бахмут.
22 жовтня 2022 поблизу міста Бахмут під час бойових дій внаслідок артилерійського обстрілу противника отримав мінно-вибухову травму. Тяжке уламкове проникаюче черепно-мозкове поранення з вхідним отвором в лівій скроневій ділянці .
Пройшовши складне лікування та реабілітацію повернувся до служби.
У квітні 2024 року очолив 4-ту бригаду оперативного призначення .

## Нагороди
- Орден Богдана Хмельницького II ступеня (5 грудня 2022) — за особисту мужність і самовіддані дії, виявлені у захисті державного суверенітету та територіальної цілісності України, вірність військовій присязі[3];
- Орден Богдана Хмельницького III ступеня (26 червня 2022) — за особисту мужність і самовіддані дії, виявлені у захисті державного суверенітету та територіальної цілісності України, вірність військовій присязі[4];
- Нагрудний знак «За досягнення у військовій службі» І та ІІ ступеня;
- Нагрудний знак «За зразкову службу»;
- Нагрудний знак «Знак пошани»;
- Нагородна зброя.